# Баодинг
Баодинг (保定) град је Кини у покрајини Хебеј. Према процени из 2009. у граду је живело 1.108.602 становника.

## Становништво
Према процени, у граду је 2009. живело 1.108.602 становника.
| 1990.   | 2000.   | 2009.     |
| ------- | ------- | --------- |
| 594.966 | 848.962 | 1.108.602 |